# 신재초등학교
신재초등학교(新栽初等學校)는 대한민국 부산광역시에 위치한 초등학교이다.

## 학교 연혁
- 1985년 5월 9일: 개교
- 2025년 5월 9일: 개교 40주년

## 참고 자료
- 신재초등학교 - 한국교육학술정보원 학교알리미